# Капюшонники веночные
Капюшонники веночные (лат. Stephanopachys) — род жесткокрылых из семейства капюшонников.

## Описание
За глазами имеется глубокая поперечная бороздка. Булава усиков короткая. Личинки развиваются под корой и в древесине мёртвых и ослабленных хвойных деревьев.

## Виды
Существует около 15 описанных видов жуков рода Stephanopachys.
- Stephanopachys amplus (Casey, 1898)
- Stephanopachys asperulus (Casey, 1898)
- Stephanopachys brunneus (Wollaston, 1862)
- Stephanopachys conicola Fisher, 1950
- Stephanopachys cribratus (LeConte, 1866)
- Stephanopachys densus (LeConte, 1866)
- Stephanopachys dugesi Lesne, 1939
- Stephanopachys himalayanus Lesne, 1932
- Stephanopachys hispidulus (Casey, 1898)
- Stephanopachys linearis (Kugelann, 1792)
- Stephanopachys quadricollis (Fairmaire in Marseul, 1878)
- Stephanopachys rugosus (Olivier, 1795)
- Stephanopachys sachalinensis (Matsumura, 1911)
- Stephanopachys sobrinus (Casey, 1898)
- Stephanopachys substriatus (Paykull, 1800)

## Палеонтология
Древнейшие представители рода найдены в янтаре альбского яруса мелового периода во Франции.